# دل‌وینن
دل‌وینن (به هلندی: Delwijnen) یک منطقهٔ مسکونی در هلند است که در زالت‌بومل واقع شده‌است. دل‌وینن ۳۴۶ نفر جمعیت دارد.